# 1405

## Události
- Čínský muslimský cestovatel Čeng Che se vydal na první ze sedmi objevitelských cest z Číny do Indie. Plavby se zúčastnilo 27 800 mužů na 62 lodích.
- Morová epidemie na českém území
- V Třebíči měšťan Janek zřídil špitál, tentýž rok i Lacek, biskup olomoucký, vyzval k darům pro tento špitál.[1]

### Probíhající události
- 1405–1433 – Plavby Čeng Chea
- 1402–1413 – Osmanské interrengnum

## Narození
Automatický abecedně řazený seznam existujících biografií viz Kategorie:Narození v roce 1405
- 8. února – Konstantin XI. Dragases, poslední byzantský císař († 29. května 1453)
- 6. března – Jan II. Kastilský, kastilský král († 22. července 1454)
- 18. října – Pius II., papež († 14. srpna 1464)
- Skanderbeg, albánský bojovník proti Osmanské říši († 1468)

## Úmrtí
Automatický abecedně řazený seznam existujících biografií viz Kategorie:Úmrtí v roce 1405
- 18. února – Tamerlán, turkický vojevůdce a dobyvatel (* 8. dubna 1336)
- 16. března – Markéta III. Flanderská, hraběnka flanderská, artoiská, neverská, rethelská a burgundská (* 13. dubna 1350)
- 23. července – Zikmund Huler z Orlíku, pražský měšťan a konšel (* 14. století)
- 24. září – Prokop Lucemburský, markrabě moravský a zemský hejtman království (* 1354/1355)
- Jean Froissart, francouzský básník a kronikář (* 1336/1337)
- Jan Kastilský, syn kastilského krále Petra I. (* 1355)

## Hlavy státu
- České království – Václav IV.
- Markrabství moravské – Jošt Moravský
- Svatá říše římská – Ruprecht III. Falcký
- Papež –
- Anglické království – Jindřich IV.
- Francouzské království – Karel VI. Francouzský
- Polské království – Vladislav II. Jagello
- Uherské království – Zikmund Lucemburský
- Byzantská říše – Manuel II. Palaiologos